# IPhone 11
iPhone 11 — смартфон, розроблений компанією Apple, що є наступником iPhone XR та належить до 13-го покоління iPhone. Представлений 10 вересня 2019 року разом з флагманами iPhone 11 Pro та iPhone 11 Pro Max в кампусі Apple Park в Steve Jobs Theater генеральним директором Apple Тімом Куком. Попередні замовлення розпочалися 13 вересня 2019 року, продажі — 20 вересня 2019 року, через день після офіційного релізу iOS 13.
Основні відмінності у порівнянні з iPhone XR — це чип Apple A13 Bionic та ультра ширококутна подвійна камера. У той час як iPhone 11 Pro комплектується швидким зарядним пристроєм на 18 Вт, iPhone 11 постачається з тим самим зарядним пристроєм на 5 Вт, що й попередні моделі iPhone, хоча швидкий ЗП сумісний з обома моделями.

## Історія
Деталі смартфона просочилися ще до офіційної презентації, було оприлюднено повні технічні характеристики та зовнішній вигляд смартфону, багато з яких виявились правильними, наприклад, покращення в камері та збереження «моноброви» в дизайні фронтальної камери, яка з'явилась в iPhone X. В офіційних запрошеннях на осінню презентацію для преси було зображено скляне яблуко у вигляді логотипу Apple, яке мало шари в кольорах, що відповідають кольоровій гамі представлених на цьому заході iPhone 11 / 11 Pro / 11 Pro Max. Також це зображення було схоже на креслення одного з патентів Apple від 2016 року — «Камера малого формфактора високої роздільної здатності».

## Дизайн
IPhone 11 доступний в шести кольорах: фіолетовому, білому, зеленому, жовтому, червоному та чорному. Вгорі екрану лишився виріз для системи камер TrueDepth і динаміка, подібно до попередника, iPhone XR. На тильній стороні знаходиться ледь випуклий майданчик під камери та спалах такого ж розміру, як в iPhone 11 Pro, хоча iPhone 11 має лише дві камери у порівнянні з трьома камерами в Pro версії. Крім того, iPhone 11 має матовий скляний корпус цього майданчика задньої камери та глянсову скляну задню панель, в iPhone 11 Pro навпаки, задня поверхня матова, а майданчик з камерами глянсовий.
Логотип Apple тепер розміщений по центру задньої панелі пристрою без тексту, що є відмінністю від попередніх моделей.

## Технічні характеристики

### Апаратна частина
В iPhone 11, поряд з iPhone 11 Pro, використовується процесор A13 Bionic від Apple, який містить «нейронний двигун» третього покоління. Випускається в трьох версіях: з 64 ГБ, 128 ГБ і 256 ГБ вбудованої пам'яті. Обсяг оперативної пам'яті збільшився до 4 ГБ проти 3 ГБ в iPhone XR. iPhone 11 має IP68 захист від води та пилу, допускається занурення в воду на глибину до 2 метрів тривалістю до 30 хвилин. Однак гарантія виробника не покриває пошкодження в результаті контакту рідини з телефоном. Крім того, як і в попередніх iPhone, обидва телефони не мають jack-роз'єму для навушників та комплектуються провідними навушниками із роз'ємом Lightning. IPhone 11 — це перший смартфон із вбудованим надширокосмуговим обладнанням, а саме з чипом Apple U1.

#### Дисплей
iPhone 11 обладнаний LCD IPS дисплеєм з діагоналлю 6.1 дюйма (15,5 см), на відміну від моделей Pro, які мають OLED-дисплеї.
Роздільна здатність становить 1792 × 828 пікселів, щільність пікселів дисплея становить 326 ppi (Liquid Retina), максимальна яскравість 625 ніт та контрастністю 1400:1. Він підтримує Dolby Vision, HDR10, True-Tone та широку кольорову гаму. Як і в iPhone 11 Pro, XR, XS та X, дисплей має вгорі виріз для системи камер TrueDepth і динаміка, який в народі прозвали «монобровою». Дисплей має олеофобне покриття на якому не лишаються відбитки пальців. У вересні 2019 року Apple оголосила, що iPhone 11 та iPhone 11 Pro / 11 Pro Max показуватимуть попередження в разі, якщо дисплей буде замінено на неоригінальний.

#### Камера
iPhone 11 має подвійну задню камеру з роздільною здатністю 12 МП, обидва об'єктиви по 12 МП. Один ультраширококутний об'єктив із 120-градусним полем зору, апертурою ƒ/2.4, 2-х разовим оптичним збільшенням та ще один ширококутний об'єктив з апертурою ƒ/1.8. Є підтримка запису 4K відео з частотою 24, 30 або 60 кадрів/с та 1080p Slow-mo відео зі швидкістю до 240 кадрів в секунду. У смартфоні також є функція звукового збільшення, яка фокусує звук з зони, що масштабується, подібно до моделі Pro. Селфі камера також підтримує запис відео, але лиш основна камера має оптичну стабілізацію. Має підтримку портретного режиму з регулюванням глибини та вдосконаленим ефектом Боке. У телефоні також є автоматичний Нічний режим, що дозволяє камері робити яскравіші знімки зі зниженим рівнем шуму в умовах слабкої освітленості. Було оновлено додаток для камери, який тепер має нові функції, такі як колесо прокрутки для вибору між різними об'єктивами та функцією під назвою «QuickTake», що дозволяє користувачеві записувати відео довгим натиском кнопки затвора. Apple також оголосила про нову функцію Deep Fusion, яка використовує переваги ШІ та машинного навчання для обробки зображень та була випущена через оновлення програмного забезпечення iOS 13.2 29 жовтня.

### Програмне забезпечення
Постачається iPhone 11 з ОС iOS 13, яка включає Siri, Face ID (використовуючи камеру TrueDepth), Apple Pay та підтримує Apple Card.

## Хронологія моделей iPhone
| Хронологія моделей iPhone                   |
| ------------------------------------------- |
| Див. також: Хронологія продуктів Apple Inc. |

Джерело: Apple Newsroom Archive